# 李芳蕃
李 芳蕃（イ・バンボン、洪武14年（1381年） - 洪武31年（1398年））は、李氏朝鮮初代国王太祖李成桂の七男。母は神徳王后。君号は撫安君。諡号は章恵公・恭順君。第2代国王定宗、および第3代国王太宗の異母弟で、李芳碩の同母兄である。広平大君の養父。高麗最後の王恭譲王の姪を妻とした。

## 経歴
父の支援により高麗から考功佐郎に除授され、李氏朝鮮成立後は撫安君に冊封され、義興親軍衛節制使に任じられる。1393年に左軍節制使となる。一時、太祖李成桂の王世子に内定するが、趙浚や鄭道伝らが「性格が凶暴で軽率」と主張して反対し、同母弟李芳碩に王世子の座を奪われる。
1396年に母の神徳王后を失い、1398年に異母兄の靖安君（後の太宗）や益安君・懐安君らによる第一次王子の乱が起こると同母弟の李芳碩とともに殺害される。
没後の1437年に世宗の王子の広平大君李璵が養孫となり、李芳蕃の祭祀を継承する（なお実子は無かった）。1680年（粛宗6年）、撫安大君と追号された。

## 家族
- 父：太祖
- 母：神徳王后康氏
- 正室：慶寧翁主（三韓国大夫人 開城王氏。生年不詳-1449年陰暦7月19日/陽暦8月7日。恭譲王の兄の定陽君王瑀の娘）。1387年に婚姻した。父の王瑀は、李芳蕃の義父であった為、処刑を免れた。
  - 養子：豊安君 李孝孫（1403年-1463年、従兄の寧川君李湛（太祖の異母弟の義安大君李和の子）の子）
    - 養孫：広平大君 李璵（世宗の子）
- 側室：原州邉氏（元の瀋陽出身の高麗の武臣の邉安烈の娘）